# Arsenaal (Nijmegen)

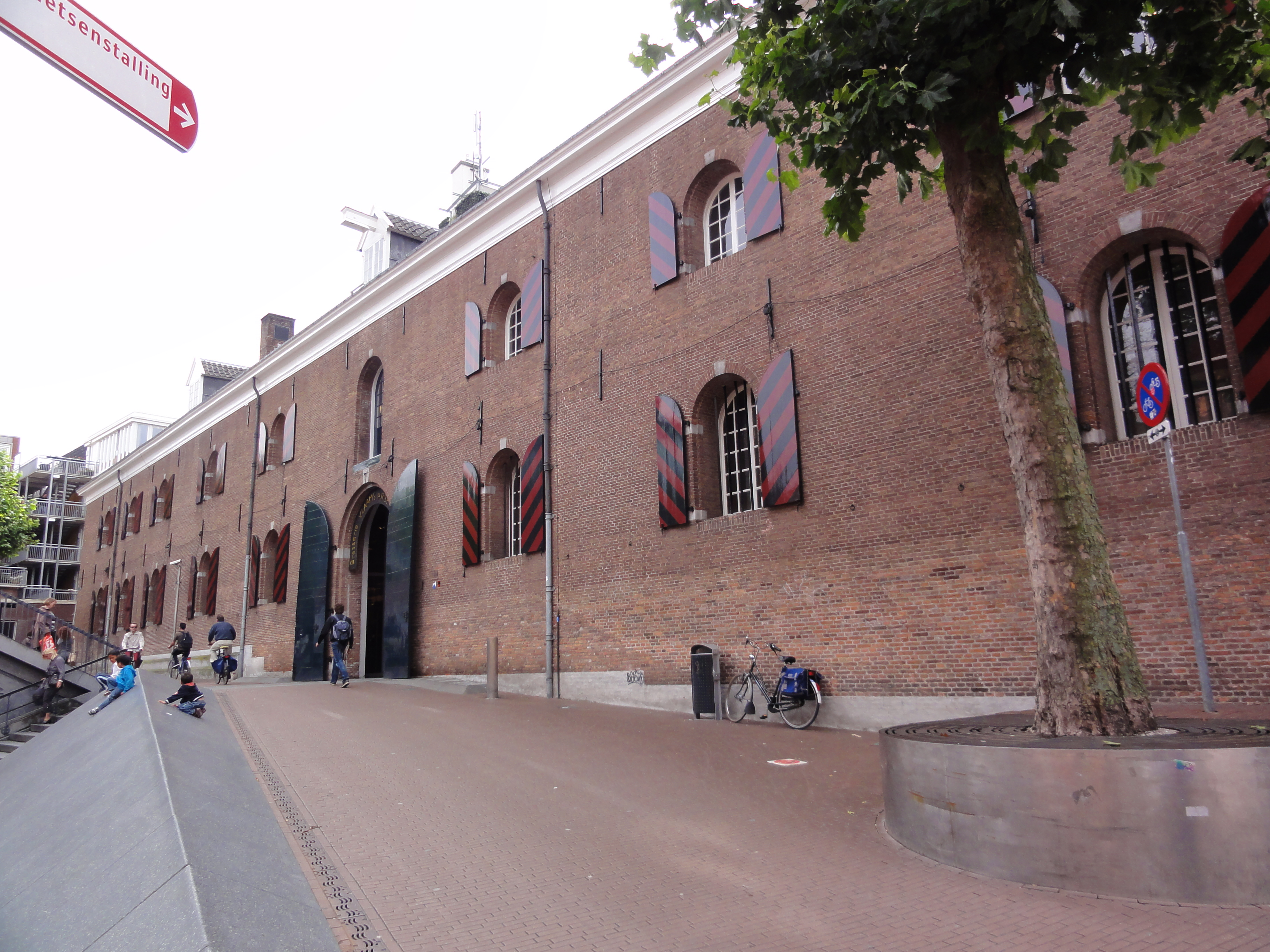
Het Arsenaal in Nijmegen

Het Arsenaal is een rijksmonument in het stadscentrum van de Nederlandse stad Nijmegen.
Het pand is tussen 1820 en 1824 gebouwd en dat jaar geopend als artillerie- of tuighuis op de plaats van het voormalige kloostercomplex Mariënburg waar de tegenovergelegen Mariënburgkapel deel van uitmaakte. Tot 1908 maakte het arsenaal deel uit van de Mariënburgkazerne. Het pand werd eigendom van de gemeente Nijmegen die er een stadswerkplaats in vestigde. Deze verhuisde in 1938 en de bedoeling was om het arsenaal als gemeentearchief in gebruik te nemen. De Tweede Wereldoorlog verhinderde dat en na de oorlog keerde de stadswerkplaats terug omdat haar pand aan de Dominicanenstraat zwaar beschadigd geraakt was. Tevens werd het een werkplaats voor het er tegenover gelegen politiebureau en vanaf 1968 het bureau gevonden voorwerpen en rijwielen. In 1978 verhuisde het gemeentearchief, na een verbouwing, alsnog van de Mariënburgkapel naar het arsenaal. In 2001 verhuisde het archief naar de naastgelegen nieuwe bibliotheek. In 1999 werd door de gemeente besloten tot een deels commerciële en deels culturele bestemming van het pand. In 2003 opende in de ene helft horecabedrijf het Vlaams Arsenaal en in de andere helft werden de instellingen Europese Stichting Joris Ivens, Nijmegen Blijft in Beeld, Dziga, werkplaats voor filmmakers en videokunstenaars, Vlaams Cultureel Kwartier en D-Film gevestigd die verenigd werden als vereniging Het Arsenaal. In het midden van het pand werd een doorgang gemaakt die de nieuwe Moenenstraat met de Marikenstraat verbindt. Achter het arsenaal, op de Arsenaalplaats, kwamen terrassen.